# Myrmarachne roeweri
Myrmarachne roeweri este o specie de păianjeni din genul Myrmarachne, familia Salticidae, descrisă de Reimoser, 1934. Conform Catalogue of Life specia Myrmarachne roeweri nu are subspecii cunoscute.